# Denison Kitchel
Pour les articles homonymes, voir Kitchel.
Denison Kitchel, né le 1er mars 1908 à Bronxville (New York) et mort le 10 octobre 2002 à Scottsdale (Phoenix) est un avocat et conseiller politique américain, directeur de campagne du candidat républicain Goldwater lors de l'élection présidentielle américaine de 1964 face au candidat démocrate Johnson.

## Biographie
Il est l'arrière-petit-fils de Harvey Denison Kitchel (en), président de Middlebury College, et le neveu de Cornelius P. Kitchel (en), maire de Englewood et attorney-in-chef de la Legal Aid Society. Sorti diplômé de l'université Yale en 1930, puis de la Faculté de droit de Harvard en 1933 (où il eut Felix Frankfurter comme professeur), il est admis au barreau en 1934 et rejoint alors le cabinet d'avocats Ellinwood & Ross à Phoenix, qui devient Evans, Kitchel & Jenckes. Kitchel était considéré une autorité dans le droit constitutionnel, le droit du travail et le droit international, et il représenta beaucoup de clients dans l'industrie métallurgique. En 1953, le jeune William Rehnquist rejoint son cabinet d'avocats.
En avril 1941, il épouse Naomi Douglas (1907-2004), fille de l'homme d'affaires Walter Douglas et d'Edith Margaret Bell. Naomi, diplômée de Stanford, fut la première femme à devenir administratrice (trustee) du Phoenix Art Museum et fut la présidente de Planned Parenthood, ainsi que membre de la National Federation of Republican Women (en).
Il sert trois ans en Angleterre dans l'United States Army Air Corps durant la Seconde Guerre mondiale et termine la guerre avec le grade de colonel.
En 1952, il dirige avec succès la campagne sénatoriale de Barry Goldwater. Il encourage l'enthousiasme de Goldwater pour l'Organisation du traité de l'Atlantique nord (OTAN) et convainc le candidat présidentiel de supporter unanimement la décision de la Cour suprême des États-Unis de 1954 Brown v. Board of Education, qui a conduit l'utilisation des troupes fédérales en 1957 dans un scénario de test pour forcer la déségrégation scolaire à Little Rock (Arkansas).
De 1957 à 1963, Kitchel est directeur juridique du Arizona Republican Party (en). Après la réélection au Sénat de Goldwater en 1958, Kitchel écrit la plate-forme où il définit la philosophie conservatrice du parti de l'État en huit paragraphe.
Considéré comme la seule personne capable de dire non à Goldwater et de survivre à la conformité de son entourage, Goldwater nomme Kitchel directeur de sa campagne présidentielle en janvier 1964, court-circuitant ainsi F. Clifton White (en) et William A. Rusher (en), les principales figures du Draft Goldwater Committee (en). Plusieurs leaders du Parti républicain tentent alors de faire remplacer Kitchel, entre autres par Leonard W. Hall (le président du Comité national républicain de 1953 à 1957), mais Goldwater maintient Kitchel. Si Kitchel a une aversion pour les campagnes kissing babies, il exerce le leadership sur les questions, les stratégies et sur la rédaction des déclarations de politique générale. Il a entre autres écrit le discours que Goldwater a prononcé devant le Sénat pour exprimer son opposition au Civil Rights Act de 1964 pour des raisons constitutionnelles et libertaires.
Il discute et prépare avec Goldwater le potentiel Cabinet en cas d'élection à la présidence. Le Cabinet était prévu avec Richard Nixon comme secrétaire d'État, Ralph Cordiner comme secrétaire du Trésor et Kitchel comme procureur général des États-Unis.
La maison de Kitchel au 2912 E. Sherran Lane à Scottsdale (Phoenix), construite en 1942, a été inscrite au Registre national des lieux historiques en 1994.

## Ouvrages
- The Myth of "free" Collective Bargaining (1961)
- Too Grave a Risk (1963)
- The Truth About the Panama Canal (1978)

## Sources
1. ↑  Denison Kitchel House, in gohistoric.com

- (en) Cet article est partiellement ou en totalité issu de l’article de Wikipédia en anglais intitulé « Denison Kitchel » (voir la liste des auteurs).
- « Denison Kitchel », in : Edward Haduck Peplow, History of Arizona, volume 3, 1958
- The Martindale-Hubbell Law Directory, volume 1, 1968
- Herman Orbermayer, « Rehnquist: A Personal Portrait of the Distinguished Chief Justice of the United States », 2009
- (en) « Denison Kitchel, 94; Ran Goldwater's Presidential Bid », Los Angeles Times,‎ 24 octobre 2002 (lire en ligne)
- (en) « Denison Kitchel, 94, Chief of Goldwater Campaign », New York Times,‎ 20 octobre 2002 (lire en ligne)
- (en) « Denison Kitchel, 94; Top Goldwater adviser in 1964 presidential race », Chicago Tribune,‎ 23 octobre 2002 (lire en ligne)
- (en) « KITCHEL REVEALS 1960 BIRGH LINK; Goldwater Campaign Head Quit After 2 Weeks Over Attack on Eisenhower », New York Times,‎ 19 juillet 1965 (lire en ligne)
- (en) « REPUBLICAN UNITY URGED BY KITCHEL; Departing Goldwater Aide Also Acclaims Burch », New York Times,‎ 19 novembre 1964 (lire en ligne)
- (en) « KITCHEL CONFERS WITH GOLDWATER; Campaign Chief Boards Boat to Plan Prescott Talk », New York Times,‎ 31 août 1964 (lire en ligne)
- (en) « Man Behind Goldwater; Denison Kitchel », New York Times,‎ 5 juin 1964 (lire en ligne)
- (en) « D. Kitchel, Goldwater Aide », Sun-Sentinel,‎ 27 octobre 2002 (lire en ligne)